# Caterina di Bar
Caterina di Bar, in religione madre Matilde del Santissimo Sacramento (Saint-Dié-des-Vosges, 31 dicembre 1614 – Parigi, 6 aprile 1698), è stata una religiosa francese, fondatrice delle monache Benedettine dell'Adorazione Perpetua del Santissimo Sacramento.

## Biografia
Di nobile famiglia lorenese, abbracciò la vita religiosa tra le monache annunziate di Bruyères, dove emise la sua professione nel 1633; l'anno seguente venne eletta superiora del monastero.
A causa dell'invasione francese della Lorena, nel 1635 la comunità monastica si disperse e Caterina trovò rifugio nel monastero delle benedettine di Rambervillers, dove assunse il nome religioso di Matilde del Santissimo Sacramento; la guerra costrinse nuovamente Caterina a lasciare la sua comunità e a trasferirsi a Parigi, dove entrò tra le benedettine di Montmartre, e solo nel 1643 poté riunire le sue monache a Saint-Maur-des-Fossés.
Durante le guerre della Fronda le religiose si trasferirono a rue du Bac, dove Caterina maturò la decisione di consacrare la sua comunità all'adorazione perpetua del Santissimo Sacramento: tale pratica iniziò il 25 marzo 1653. Nel 1659 il monastero venne trasferito in rue des Cassette.